# Johannes Rode (Abt)
Johannes Rode (* um 1385 in Trier; † 1. Dezember 1439 in Montabaur) war Offizial des Bistums Trier, Prior des Kartäuserklosters St. Alban in Trier und von 1421 bis zu seinem Tod Abt der Benediktinerabtei St. Matthias in Trier. Er war ein führender Vertreter der benediktinischen Reformbewegung seiner Zeit.

## Leben
Rode entstammte einer Trierer Bürgerfamilie. Der Vater war Kaufmann und bekleidete das Kirchmeisteramt an St. Gangolf. Später unterstützten die Eltern ihren Sohn bei der wirtschaftlichen Sanierung der Abtei St. Matthias.
Johannes Rode studierte in Paris und ab 1404 in Heidelberg, wo er die akademischen Grade an der artistischen, theologischen und kanonistischen Fakultät erwarb und 1413 Rektor war. Er erhielt Pfründen an der Kathedrale von Metz und an mehreren Kirchen in Trier und Umgebung. 1416 machte ihn Erzbischof Werner von Falkenstein zum Offizial für das Oberstift – die Südwesthälfte mit der Bischofsstadt – des Erzstifts Trier. Kurz darauf trat Rode in das Kartäuserkloster St. Alban in Trier ein, verkaufte seinen Besitz zugunsten des Klosters und legte 1417 die Ordensgelübde ab. Bereits 1419 wurde er Prior. Überliefert ist seine Ansprache vor dem Ordenskapitel in der Grande Chartreuse am 21. April 1421 über Hld 1,4 .
Zu diesem Zeitpunkt hatte der neue Erzbischof Otto von Ziegenhain, ein vom Konstanzer Konzil angeregter eifriger Reformer, bereits die päpstliche Dispens erlangt, den Kartäuserprior zum Benediktinerabt zu machen. Am 6. Juli 1421 wurde Rode als Abt des bedeutenden Klosters mit dem Matthiasgrab eingeführt und spielte von da an eine führende Rolle im Orden. Auf der Basis der Reformbeschlüsse von Petershausen 1417 führte er Klostervisitationen durch. In St. Matthias ordnete er die wirtschaftlichen Verhältnisse, tilgte die angehäuften Schulden und erneuerte die geistliche Disziplin. Bei dieser Tätigkeit, die nicht ohne Widerstände blieb, hatte er die Rückendeckung des Erzbischofs – bis dieser im Oktober 1430 starb.
Die Doppelwahl und der Parteienstreit um Ottos Nachfolge beanspruchten auch Rode und behinderten das Reformwerk. In diesem Zusammenhang wurde er auch zum Konstanzer Konzil gesandt, was ihm wichtige Kontakte und Anregungen für die Fortführung seines eigentlichen Anliegens, der Klosterreform, einbrachte. Er formulierte seine Erfahrungen und Ziele in mehreren Schriften, vor allem in den Consuetudines et observantiae monasteriorum Sancti Mathiae et Sancti Maximini Treverensium. 1434 wurde er zum Generalvisitator der Benediktinerklöster in der Trier-Kölner Kirchenprovinz ernannt. Im selben Jahr traf er den Bursfelder Abt Johann Dederoth, dem er wichtige Impulse für die Entstehung der Bursfelder Kongregation sowie vier reformgesinnte Mönche als Mitarbeiter gab.
Rodes Visitationsvollmacht wurde auf die Mainzer Kirchenprovinz ausgedehnt. Am 25. Juni 1436 hielt er eine bald weit verbreitete Rede vor dem Mainzer Äbtekapitel über „gute Amtsführung eines Abtes“ (De bono regimine abbatis). Die folgenden Jahre brachten weitere Visitationsreisen. Am Dreifaltigkeitssonntag des Jahres 1437 ließ er im Kloster Marienberg bei Boppard, das der Abtei St. Matthias unterstellt war, als erstem deutschen  Benediktinerinnenkloster seine Statuten einführen. Im August 1439 nahm er in Begleitung von Erzbischof Jakob von Sierck am Reichstag in Mainz teil.
Johannes Rode starb am 1. Dezember 1439 auf einer Reise in Montabaur an der Pest. Er wurde in seiner Abteikirche St. Matthias begraben.